# Thersamonia kurdistanica
Thersamonia kurdistanica är en fjärilsart som beskrevs av Riley 1921. Thersamonia kurdistanica ingår i släktet Thersamonia och familjen juvelvingar. Inga underarter finns listade i Catalogue of Life.